# Ruwenzoriturako
Ruwenzoriturako (Gallirex johnstoni) är en fågel i familjen turakor inom ordningen turakofåglar.

## Utbredning och systematik
Ruwenzoriturako delas in i tre distinkta underarter:
- johnstoni – förekommer i Ruwenzoribergen (nordöstra Kongo-Kinshasa och sydvästra Uganda)
- bredoi – förekommer i östra Kongo-Kinshasa (Matt Kabobo)
- kivuensis – förekommer i höglandet i östra Kongo-Kinshasa, Rwanda, Burundi och sydvästra Uganda

### Släktestillhörighet
Arten placeras traditionellt som ensam art i släktet Ruwenzorornis, men genetiska studier visar att den är systerart till purpurtofsad turako (Tauraco porphyreolopha). De har därför flyttats till ett och samma släkte, där Gallirex har prioritet.

## Status
IUCN kategoriserar arten som livskraftig.

## Namn
Fågelns vetenskapliga artnamn hedrar Sir Harry Hamilton Johnston (1858-1927), engelsk upptäcktsresande i tropiska Afrika 1882-1884 och kolonial administratör, bland annat som vicekonsul i Kamerun och Nigerdeltat 1885, konsul i Portugisiska Östafrika 1889, kommissionär i sydcentrala Afrika 1891-1896, generalkonsul i Tunisien 1897-1899 samt specialkommissionär i Uganda 1899-1901. 